# Copa de la Lliga francesa de futbol
La Copa de la Lliga francesa de futbol va ser una competició francesa de futbol que es disputava per eliminatòries. La competició va prendre cos a partir de 1995 quan el vencedor obté una plaça per a la Copa de la UEFA. Amb anterioritat era una competició d'estiu que servia com preparació per a la temporada. Aquesta competició, que el 1982 s'anomenà Copa d'Estiu (Coupe d'Eté) no era massa ben considerada pels clubs grans que sovint hi participaven amb equips reserves. L'any 1991 fou disputada per equips de segona divisió.
Els anys 1963 i 1965 es disputaren dues competicions que ja reberen la denominació de Copa de la Lliga.
Les finals de 1995 a 1997 es disputaren al Parc des Princes, mentre que des de 1998 a l'Stade de France.
Als anys 50 i 60, es disputà la Copa Charles Drago, una competició que es pot considerar predecessora de la Copa de la Lliga.
L'any 2020 la LFP va votar suspendre la competició indefinidament per tal de reduir el nombre de partits de la temporada.

## Palmarès
- 1963 - Racing Club de Strasbourg
- 1965 - Football Club Nantes Atlantique
- 1982 - Stade Lavallois 3 - 2 AS Nancy Lorraine
- 1984 - Stade Lavallois 3 - 1 AS Monaco
- 1986 - FC Metz 2 - 1 AS Cannes
- 1991 - Stade de Reims 0 - 0 Chamois Niortais FC pròrroga i penals 4 a 3
- 1992 - Montpellier HSC 3 - 1 SCO Angers
- 1994 - RC Lens 3 - 2 Montpellier HSC

| Data              | Vencedor                 | Finalista                | Marcador           |
| ----------------- | ------------------------ | ------------------------ | ------------------ |
| 3 de maig 1995    | Paris Saint-Germain FC   | SC Bastia                | 2-0                |
| 6 d'abril 1996    | FC Metz                  | Olympique de Lió         | 0-0 pr, 5 pen. a 4 |
| 12 d'abril 1997   | RC Strasbourg            | FC Girondins de Bordeaux | 0-0 pr, 7 pen. a 6 |
| 4 d'abril 1998    | Paris Saint-Germain FC   | FC Girondins de Bordeaux | 2-2 pr, 4 pen. a 2 |
| 8 de maig 1999    | RC Lens                  | FC Metz                  | 1-0                |
| 22 d'abril 2000   | FC Gueugnon              | Paris Saint-Germain FC   | 2-0                |
| 5 de maig 2001    | Olympique de Lió         | AS Monaco                | 2-1 pr             |
| 20 d'abril 2002   | FC Girondins de Bordeaux | FC Lorient               | 3-0                |
| 17 de maig 2003   | AS Monaco                | FC Sochaux               | 4-1                |
| 17 d'abril 2004   | FC Sochaux               | FC Nantes                | 1-1 pr, 5 pen. a 4 |
| 30 d'abril 2005   | RC Strasbourg            | SM Caen                  | 2-1                |
| 22 d'abril 2006   | AS Nancy Lorraine        | OGC Nice                 | 2-1                |
| 31 de març 2007   | FC Girondins de Bordeaux | Olympique de Lió         | 1-0                |
| 29 de març 2008   | Paris Saint-Germain FC   | RC Lens                  | 2-1                |
| 25 d'abril 2009   | FC Girondins de Bordeaux | Vannes OC                | 4-0                |
| 27 de març 2010   | Olympique de Marseille   | FC Girondins de Bordeaux | 3-1                |
| 23 d'abril 2011   | Olympique de Marseille   | Montpellier HSC          | 1-0                |
| 14 d'abril 2012   | Olympique de Marseille   | Olympique de Lió         | 1-0 pr             |
| 20 d'abril 2013   | AS Saint-Étienne         | Stade Rennais            | 1-0                |
| 19 d'abril 2014   | Paris Saint-Germain FC   | Olympique de Lió         | 2-1                |
| 11 d'abril 2015   | Paris Saint-Germain FC   | SC Bastia                | 4-0                |
| 23 d'abril 2016   | Paris Saint-Germain FC   | Lille OSC                | 2-1                |
| 1 d'abril 2017    | Paris Saint-Germain FC   | AS Monaco                | 4-1                |
| 31 de març 2018   | Paris Saint-Germain FC   | AS Monaco                | 3-0                |
| 30 de març 2019   | RC Strasbourg            | EA Guingamp              | 0-0 pr, 4 pen. a 1 |
| 31 de juliol 2020 | Paris Saint-Germain FC   | Olympique de Lió         | 0-0 pr, 6 pen. a 5 |

## Títols per Club
| Club                     | Títols | Subtítols | Anys campió                                          | Anys subcampió               |
| ------------------------ | ------ | --------- | ---------------------------------------------------- | ---------------------------- |
| Paris Saint-Germain      | 9      | 1         | 1995, 1998, 2008, 2014, 2015, 2016, 2017, 2018, 2020 | 2000                         |
| FC Girondins de Bordeaux | 3      | 3         | 2002, 2007, 2009                                     | 1997, 1998, 2010             |
| Olympique de Marseille   | 3      | -         | 2010, 2011, 2012                                     | -                            |
| RC Strasbourg            | 3      | -         | 1997, 2005, 2019                                     | -                            |
| Olympique de Lió         | 1      | 5         | 2001                                                 | 1996, 2007, 2012, 2014, 2020 |
| Mònaco                   | 1      | 3         | 2003                                                 | 2001, 2017, 2018             |
| FC Metz                  | 1      | 1         | 1996                                                 | 1999                         |
| RC Lens                  | 1      | 1         | 1999                                                 | 2008                         |
| FC Sochaux               | 1      | 1         | 2004                                                 | 2003                         |
| FC Gueugnon              | 1      | -         | 2000                                                 | -                            |
| AS Nancy Lorraine        | 1      | -         | 2006                                                 | -                            |
| AS Saint-Étienne         | 1      | -         | 2013                                                 | -                            |
| SC Bastia                | -      | 2         | ---                                                  | 1995, 2015                   |
| FC Lorient               | -      | 1         | ---                                                  | 2002                         |
| FC Nantes                | -      | 1         | ---                                                  | 2004                         |
| SM Caen                  | -      | 1         | ---                                                  | 2005                         |
| OGC Nice                 | -      | 1         | ---                                                  | 2006                         |
| Vannes OC                | -      | 1         | ---                                                  | 2009                         |
| Montpellier HSC          | -      | 1         | ---                                                  | 2011                         |
| Stade Rennais            | -      | 1         | ---                                                  | 2013                         |
| Lille OSC                | -      | 1         | ---                                                  | 2016                         |
| EA Guingamp              | -      | 1         | ---                                                  | 2019                         |